# Jacques de Romas
Jacques de Romas (1713-1776) est un physicien français.

## Biographie

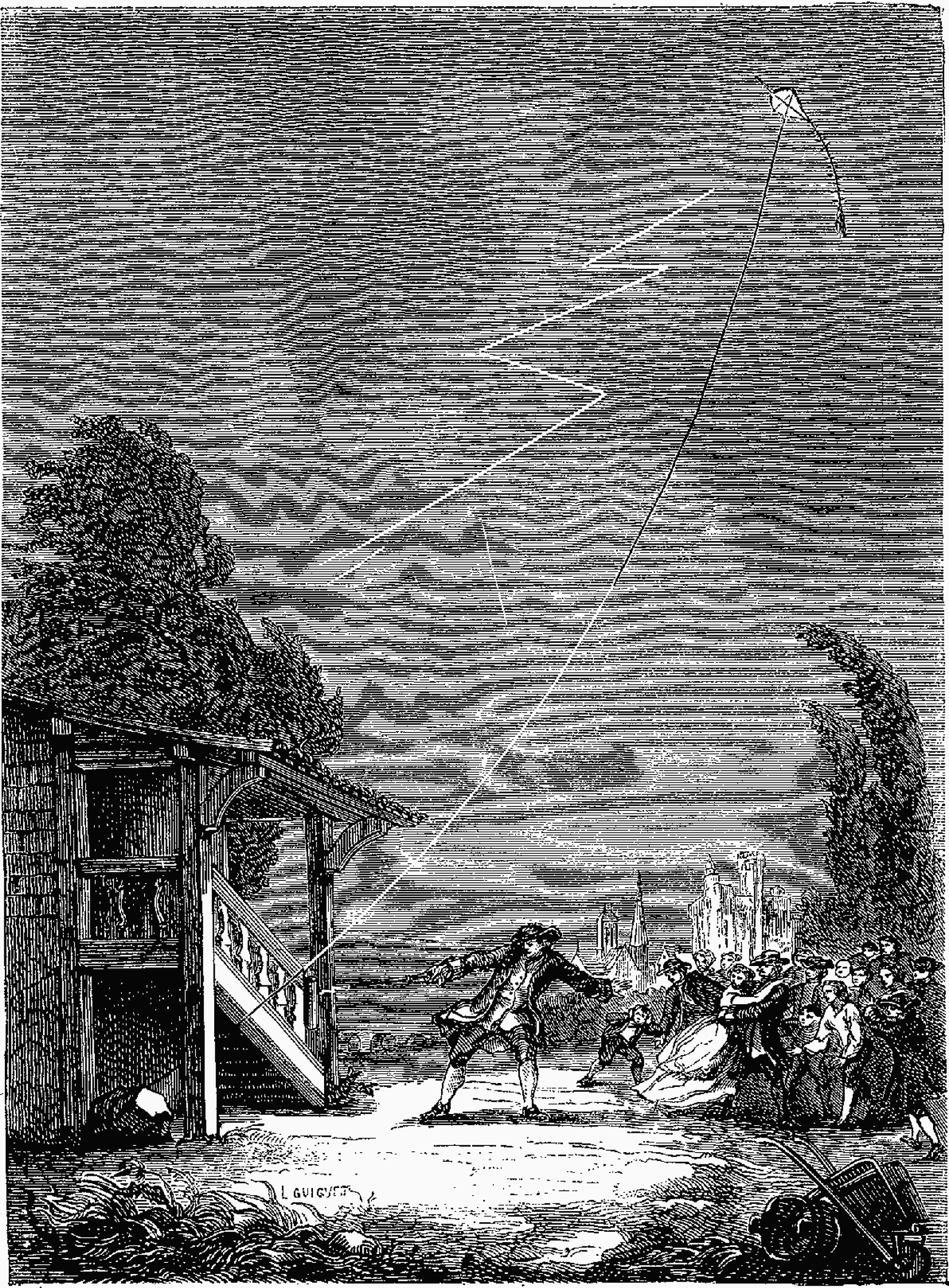
Expérience du cerf-volant réalisée le 7 juin 1753

Jacques de Romas s'allie à la famille Mourlan en 1739, en épousant Anne, fille de Pierre Mourlan et sœur de Jacques Mourlan, avocat du Roi, et de Joseph Mourlan, consul. Une fille de Jacques Mourlan épouse Joseph de Redon, seigneur d’Auriole. Un sous-préfet de Nérac du nom de Descudé, a continué à représenter la famille Mourlan, alliée aux Romas.

Jacques de Romas est assesseur au présidial de Nérac, sa ville natale. Il s'adonne à divers travaux de physique, par exemple en suivant les variations différentes d'une cinquantaine d'appareils barométriques. Mais sa renommée est surtout fondée sur ses activités relatives à l'électricité : le 7 juin 1753, il prouve publiquement avec son cerf-volant la nature électrique de la foudre, en l'envoyant vers la nuée orageuse. De la corde (entourée d'un fil métallique) qui le retenait au sol, il obtient des étincelles de plus de dix pieds de long et d'impressionnantes détonations. Il communique beaucoup avec Benjamin Franklin sur cette découverte. Par la suite, Franklin trouve une utilité à la découverte de Romas, et lui donnera le nom de paratonnerre. Il y a donc bien deux co-inventeurs du paratonnerre, Benjamin Franklin et Jacques de Romas.

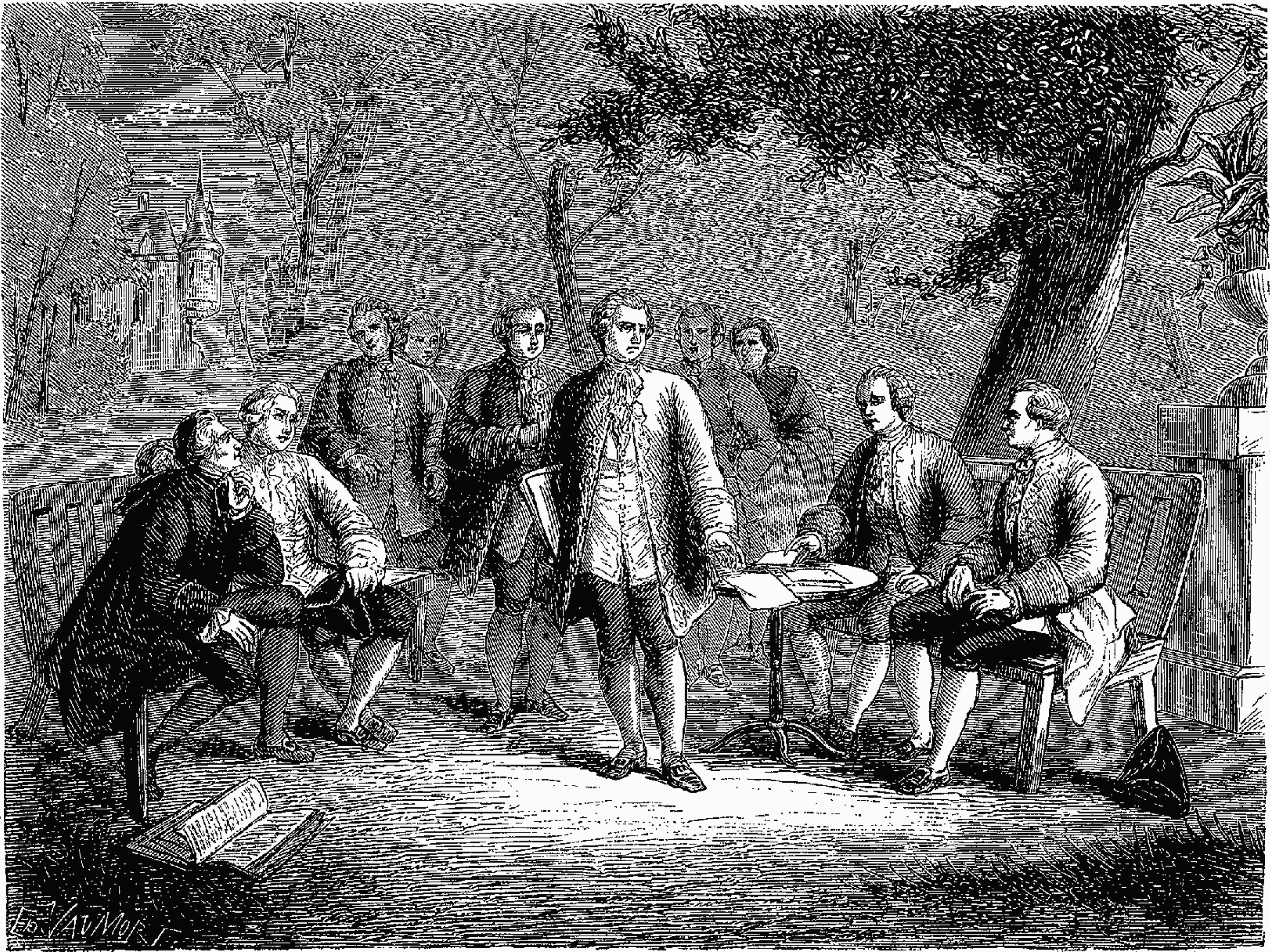
T1- d539 - Fig. 270. — Le cénacle scientifique du château de Clairac ; Montesquieu et le Baron de Secondat, son fils, le chevalier de Vivens, Romas et les frères Dutilh

## Hommages
La ville de Nérac lui élève en 1911 une statue en bronze, œuvre du sculpteur Joseph-Daniel Bacqué, que le président de la République Armand Fallières, originaire de Mézin, vient en personne inaugurer. Enlevée par le régime de Vichy en mars 1942, elle est refabriquée et replacée sur son socle en février 2010.
Un lycée professionnel de la ville porte également le nom du physicien.

## Source
- Marie-Nicolas Bouillet  et Alexis Chassang (dir.), « Jacques de Romas » dans Dictionnaire universel d’histoire et de géographie, 1878 (lire sur Wikisource)
- Jean-Pierre Koscielniak (dir.), De la foudre aux Lumières : Jacques de Romas et le XVIIIe siècle néracais', Editions d'Albret, 2015, 238 p. (ISBN 978-2913055308).